# Zwangsbelüftung

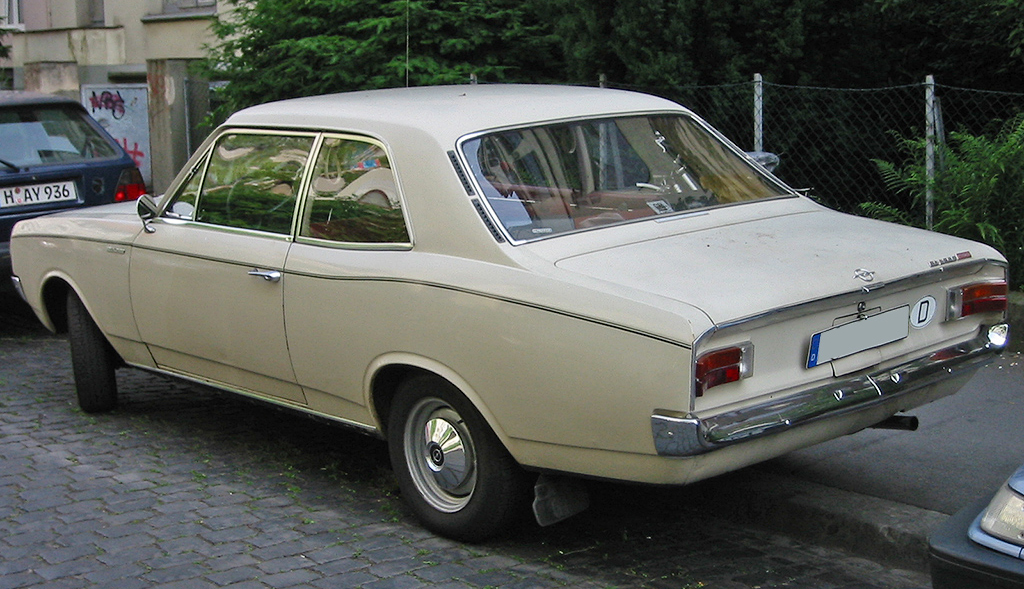
Zwangslüftungsöffnungen seitlich des Heckfensters eines Opel Rekord C

Als Zwangsbelüftung oder Zwangslüftung wird im Allgemeinen eine Lüftungsmethode bezeichnet, mit der Luftfeuchtigkeit abtransportiert oder das Eindringen von Verbrennungsabgasen verhindert wird und bei der der Benutzer nicht die Möglichkeit hat, die Belüftung zu regulieren oder abzuschalten.
Der Begriff ist in der Lüftungstechnik nicht genormt, daher wäre im Prinzip jede lüftungstechnische Maßnahme ohne Eingriffsmöglichkeit des Benutzers auch eine Zwangsbelüftung.
Der Begriff wird jedoch meistens im Zusammenhang mit Luftfeuchtigkeit oder Abgasen benutzt.
Die Sicherstellung der Zwangslüftung ist zum Beispiel wesentlicher Bestandteil von Feuerungsverordnungen für die Inbetriebnahme einer Feuerung. Gasgeräte ohne Flammenüberwachung erfordern den mehrfachen vollständigen Austausch der Raumluft pro Stunde durch eine mechanische Be- bzw. Entlüftungsanlage.
Türen von Badezimmern, Toilettenräumen und Küchen reichen häufig nicht ganz bis an den Fußboden heran („Türunterschnitt“) oder weisen im unteren Bereich ein eingearbeitetes Lüftungsgitter auf, um eine Zwangslüftung zu unterstützen. Damit soll Geruch und Luftfeuchtigkeit aus diesen Räumen entfernt werden, deren Folge Schimmelpilze an den Wänden sind. Zwangslüftungen können durch Ventilatoren unterstützt sein. Weit verbreitet ist es, die Beleuchtung von fensterlosen Toiletten und Bädern mit dem Betrieb eines Ventilators (mit Nachlauf) zu verbinden.

## Zwangslüftung als Ersatz für manuelle Lüftung
Durch falsches manuelles Lüften kann es zur Bildung von Schimmel in Räumlichkeiten kommen.
Wird nämlich warme Luft in einen kalten Raum eingebracht, so kann es zur Kondensation von Wasser an den Wänden kommen.
Um solchen Bedienfehlern (gerade bei Waschküchen und Allgemeinräumen) vorzubeugen, werden Zwangsbelüftungen mit Ventilatoren eingesetzt.
Zwangslüftungen werden dadurch meist durch Differenzfeuchteregler angesteuert, um einen zu hohen Eintrag von Luftfeuchtigkeit zu verhindern.

## Belege
1. ↑  Festlegungen für Aufstellräume von Gasgeräten. (PDF; 64 KB) E.ON, abgerufen am 31. März 2013.
2. ↑  Begriffe, Daten, Technische Regeln Gasinstallation: Tipps für die Praxis, Seite 81, aktualisierte Ausgabe 2010. Herausgeber: ASUE Arbeitsgemeinschaft für sparsamen und umweltfreundlichen Energieverbrauch e.V., www.asue.de und DVGW Deutsche Vereinigung des Gas- und Wasserfaches e.V. - Technisch-wissenschaftlicher Verein
3. ↑  BitSign GmbH: Differenzfeuchteregler Fachzeitschrift "HaustechnikDialog". In: www.haustechnikdialog.de. Abgerufen am 11. Oktober 2016.